# Río Shebsh

Cuenca del Kubán, el Shebsh se halla a la izquierda del embalse de Krasnodar.

El río Shebsh (del ruso: Шебш) es un río del krai de Krasnodar, en Rusia, afluente por la derecha del río Afips, tributario del Kubán.

## Curso
Tiene 100 km de longitud y 593 km². Nace 10,5 km al sudeste de Plancheskaya Shchel, pasa por las localidades de Shabanovskoye, Tjamaja, recibe al Psekabs por la derecha, deja a la derecha la localidad de Stávropolskaya, donde recibe las aguas del Bezeps, Grigórievskaya, Novodmítriyevskaya y desemboca en el Afips 1 km al nordeste de Vostochni, a 25 km de la su desembocadura en el Kubán.